# Stenosfemuraia parva
Stenosfemuraia parva är en spindelart som beskrevs av González-Sponga 1998. Stenosfemuraia parva ingår i släktet Stenosfemuraia och familjen dallerspindlar.
Artens utbredningsområde är Venezuela. Inga underarter finns listade i Catalogue of Life.